# Javier Gutiérrez (actor)
Javier Gutiérrez Álvarez (Luanco, Asturias, 17 de enero de 1971) es un actor de cine, televisión y teatro español, ganador de dos Premios Goya por sus actuaciones en las películas La isla mínima (2015) y El autor (2017), y también conocido por sus interpretaciones en ficciones como Los Serrano (2005-2008), Águila Roja (2009-2016), Estoy vivo (2017-2021) o Campeones (2018).

## Biografía
Javier Gutiérrez nació en Luanco (Asturias) y con un año se mudó con su familia a Ferrol (La Coruña). Su padre falleció siendo muy niño y quedó al cuidado de su madre y sus dos hermanas. Estudió en el colegio La Salle en el barrio de Caranza. Allí tendría su primera relación de carácter testimonial con el teatro, al participar en pequeñas representaciones escolares. En el instituto, formó parte de un grupo de teatro dirigido por el actor argentino Roberto Leal. En Ferrol, también asistió a sus primeras representaciones en el teatro Jofre, de las que el actor recuerda las interpretaciones de Gemma Cuervo y de Rafaela Aparicio en Mala yerba. A los 19 años, se trasladó a Madrid para estudiar interpretación, en la Escuela de Arte Teatral de Ángel Gutiérrez.

## Trayectoria profesional
Su trayectoria teatral dio un paso adelante en 2000, cuando empezó a trabajar con el grupo Animalario en el montaje El fin de los sueños, con Andrés Lima. Desde entonces ha participado en múltiples producciones de esta compañía y películas de algunos de sus colaboradores más habituales como Juan Cavestany y David Serrano de la Peña.
Su debut en el cine se produjo en El otro lado de la cama en 2002 y también ha participado en algunas de las películas de éxito del cine español, como El asombroso mundo de Borjamari y Pocholo, Días de fútbol y Torrente 3[TVE]] Águila roja, donde interpretaba a Saturno García, "Sátur".
El 30 de marzo de 2009 fue galardonado con el Premio Max de las Artes Escénicas al Mejor actor protagonista por Argelino, servidor de dos amos y se lo dedicó "a todos los seres humanos que mueren al llegar a la costa ante la indiferencia y pasividad del Gobierno y la sociedad". Carmen Machi que recibió la concha de plata al mejor actor y el Goya a la Mejor Interpretación Masculina.
En 2015 participó junto a Michael Fassbender en la cinta basada en la serie de videojuegos de Ubisoft Assassin's Creed, en la que interpretaba el papel de Tomás de Torquemada.
En 2017 da vida a Álvaro Martín en la película El autor, basada en una novela de Javier Cercas y por la que ha recibido el premio José María Forqué de 2018 a la mejor interpretación y estrena las series Estoy vivo (TVE), en la que comparte protagonismo con Anna Castillo y Alejo Sauras, y Vergüenza (Movistar+), junto a Malena Alterio.

## Filmografía

### Cine
| Año  | Título                                    | Personaje               | Notas                     |
| ---- | ----------------------------------------- | ----------------------- | ------------------------- |
| 1997 | Planeta extraño                           | Luis                    | Cortometraje              |
| 2002 | El otro lado de la cama                   | Fernando                |                           |
| 2003 | Días de fútbol                            | Chico del coro          |                           |
| 2004 | Crimen ferpecto                           | Jaime                   |                           |
| 2004 | El asombroso mundo de Borjamari y Pocholo | Pocholo                 |                           |
| 2005 | El penalti más largo del mundo            | Rafa                    |                           |
| 2005 | Torrente 3: El protector                  | Juan Francisco Solís    |                           |
| 2006 | Un Franco, 14 pesetas                     | Marcos                  |                           |
| 2007 | Días de cine                              | Benito Magallanes       |                           |
| 2007 | Salir pitando                             | Rafa                    |                           |
| 2008 | La aventura de Rosa                       | Atracador               | Cortometraje              |
| 2008 | Gente de mala calidad                     | Fernando                |                           |
| 2008 | Santos                                    | Salvador Santos         |                           |
| 2009 | Bolsitas                                  | Don Ramón               | Cortometraje              |
| 2009 | Al final del camino                       | José                    |                           |
| 2010 | El orden de las cosas                     | Marcos                  | Cortometraje              |
| 2011 | Torrente 4: crisis letal                  | Santiago Segura         |                           |
| 2011 | No lo llames amor, llámalo X              | José Ramón Caño         |                           |
| 2011 | Águila Roja: la película                  | Saturno «Sátur» García  |                           |
| 2011 | El hijoputa                               | Chencho                 | Cortometraje              |
| 2012 | Carpe Diem (todos a pillar)               | Inspector Gálvez        | Cortometraje              |
| 2013 | 8:00 am                                   | Inquisidor              | Cortometraje              |
| 2013 | Gente en sitios                           | Javier                  |                           |
| 2013 | Zipi y Zape y el club de la canica        | Falconetti              |                           |
| 2013 | Una noche en el viejo México              | Booster                 |                           |
| 2014 | Historias de Lavapiés                     | Hombre                  |                           |
| 2014 | 2 Francos, 40 pesetas                     | Marcos                  |                           |
| 2014 | La isla mínima                            | Juan Robles             |                           |
| 2015 | Astronautas                               | Camarero                | Cortometraje              |
| 2015 | El desconocido                            | Lucas                   |                           |
| 2015 | Máis ca vida                              | Él mismo                | Película documental       |
| 2015 | Truman                                    | Asesor                  |                           |
| 2016 | La mano invisible                         | Ángel                   | Cortometraje              |
| 2016 | El olivo                                  | Alcachofa Cucala        |                           |
| 2016 | Servicio técnico                          | Bromista                | Cortometraje              |
| 2016 | Assassin's Creed                          | Tomás de Torquemada     |                           |
| 2016 | 1898: Los últimos de Filipinas            | Sargento Jimeno Costa   |                           |
| 2016 | La palabra justa                          | Antonio Beiras          | Película documental       |
| 2017 | Plan de fuga                              | Rápido                  |                           |
| 2017 | El autor                                  | Álvaro Martín           |                           |
| 2018 | Campeones                                 | Marco Montes            |                           |
| 2018 | Zero                                      | Jaime                   | Cortometraje              |
| 2018 | Durante la tormenta                       | Ángel Prieto            |                           |
| 2020 | Hogar                                     | Javier Muñoz            | Película para Netflix     |
| 2021 | Bajocero                                  | Martín                  |                           |
| 2021 | La hija                                   | Javier                  |                           |
| 2022 | Modelo 77                                 | José Pino               |                           |
| 2022 | Mañana es hoy                             | José Luis «Pepe» Gaspar | Película para Prime Video |
| 2023 | Lobo feroz                                | Alonso                  |                           |
| 2023 | Honeymoon                                 | Carlos                  |                           |
| 2024 | Pájaros                                   | Colombo                 |                           |

### Televisión
| Año       | Título                    | Personaje                                   | Notas         |
| --------- | ------------------------- | ------------------------------------------- | ------------- |
| 2005      | Aída                      | Nicolás                                     | 1 episodio    |
| 2005–2008 | Los Serrano               | José Luis «Josico» Salgado                  | 54 episodios  |
| 2006      | La habitación del niño    | Juan                                        | Telefilme     |
| 2008      | Las manos del pianista    | Ricardo Cupido                              | Telefilme     |
| 2009–2016 | Águila Roja               | Saturno «Sátur» García                      | 110 episodios |
| 2012      | Fenómenos                 | Iñigo de Zurrieta                           | 1 episodio    |
| 2016      | Lo que escondían sus ojos | Francisco Franco Bahamonde                  | 4 episodios   |
| 2017–2021 | Estoy vivo                | Manuel Márquez / Andrés Vargas              | 52 episodios  |
| 2017–2020 | Vergüenza                 | Jesús Gutiérrez Montejo                     | 23 episodios  |
| 2021      | Reyes de la noche         | Francisco Javier «Paco el Cóndor» Maldonado | 6 episodios   |
| 2022      | Historias para no dormir  | Andrés Burgos                               | 1 episodio    |
| 2024      | El caso Asunta            | Juez Luis Malvar                            | 6 episodios   |
| 2025      | La vida breve             | Felipe V de España                          |               |

## Teatro
- El traje, (2023),  dirigida por Juan Cavestany.
- El rey, (2016),  dirigida por Alberto San Juan.
- Los Mácbez, adaptación de Macbeth de Shakespeare (2014), dirigida por Andrés Lima.
- ¡Ay, Carmela! (2013), dirigida por Andrés Lima.
- El traje (2012), escrita y dirigida por Juan Cavestany.
- Elling (2012), dirigida por Andrés Lima.
- Woyzeck (2011), dirigida por Gerardo Vera.
- Tito Andrónico (2009), dirigida por Andrés Lima; junto a Alberto San Juan y Nathalie Poza.
- Argelino, servidor de dos amos (2008), dirigida por Andrés Lima.
- Hamelin (2005), dirigida por Andrés Lima.
- El verdadero inspector Hound, dirigida por Eva Parra.
- La mojiganga de la muerte, dirigida por Ana Ramírez.
- Los 3 mosqueteros buscando a Dartañán (2003), dirigida por Javier Veiga.
- Alejandro y Ana. Lo que España no pudo ver del banquete de la boda de la hija del presidente (2003), de Andrés Lima.
- El séptimo cielo (2002), dirigida por José Pascual.
- Vivir como cerdos (2002), dirigida por Jesús Salgado.
- Tren de mercancías (2002), dirigida por Andrés Lima.
- Entre palos (2001), dirigida por Jesús Salgado.
- Zurcido de comedias (2001), dirigida por Guillermo Ortega.
- Roberto Zucco (2001), dirigida por Jesús Salgado.
- El fin de los sueños (2000), dirigida por Andrés Lima.
- Otelo (2000), dirigida por A. Díaz Florián.
- La fierecilla domada (1999), dirigida por Carlos Marchena.
- Santa Cruz (1998), dirigida por Jesús Salgado.
- Otro y yo (1996), dirigida por Hugo Echarri.
- En alta mar (1995), dirigida por Vicente Rodado.
- La cabeza del dragón (1994) dirigida por Jesús Salgado.
- La tinaja (1993), dirigida por Jesús Salgado.

## Premios y nominaciones
Festival Internacional de Cine de San Sebastián
| Año  | Categoría                      | Trabajo nominado | Resultado |
| ---- | ------------------------------ | ---------------- | --------- |
| 2014 | Concha de Plata al mejor actor | La isla mínima   | Ganador   |

Premios Goya
| Año  | Categoría                                   | Trabajo nominado | Resultado |
| ---- | ------------------------------------------- | ---------------- | --------- |
| 2014 | Mejor interpretación masculina protagonista | La isla mínima   | Ganador   |
| 2016 | Mejor interpretación masculina de reparto   | El olivo         | Nominado  |
| 2017 | Mejor interpretación masculina protagonista | El autor         | Ganador   |
| 2018 | Mejor interpretación masculina protagonista | Campeones        | Nominado  |
| 2022 | Mejor interpretación masculina protagonista | La hija          | Nominado  |
| 2023 | Mejor interpretación masculina protagonista | Modelo 77        | Nominado  |

Premios Platino
| Año  | Categoría                      | Trabajo nominado | Resultado |
| ---- | ------------------------------ | ---------------- | --------- |
| 2015 | Mejor interpretación masculina | La isla mínima   | Nominado  |
| 2018 | Mejor interpretación masculina | El autor         | Nominado  |
| 2019 | Mejor interpretación masculina | Campeones        | Nominado  |

Medallas del Círculo de Escritores Cinematográficos
| Año  | Categoría   | Trabajo nominado | Resultado |
| ---- | ----------- | ---------------- | --------- |
| 2014 | Mejor actor | La isla mínima   | Ganador   |
| 2017 | Mejor actor | El autor         | Ganador   |
| 2020 | Mejor actor | Hogar            | Nominado  |
| 2021 | Mejor actor | La hija          | Nominado  |
| 2022 | Mejor actor | Modelo 77        | Nominado  |

Premios Feroz
| Año  | Categoría                             | Trabajo nominado  | Resultado |
| ---- | ------------------------------------- | ----------------- | --------- |
| 2015 | Mejor actor protagonista              | La isla mínima    | Ganador   |
| 2016 | Mejor actor de reparto                | El desconocido    | Nominado  |
| 2018 | Mejor actor protagonista              | El autor          | Ganador   |
| 2018 | Mejor actor protagonista de una serie | Vergüenza         | Ganador   |
| 2019 | Mejor actor protagonista              | Campeones         | Nominado  |
| 2019 | Mejor actor protagonista de una serie | Vergüenza         | Nominado  |
| 2021 | Mejor actor protagonista              | Hogar             | Nominado  |
| 2022 | Mejor actor protagonista de una serie | Reyes de la noche | Nominado  |

Fotogramas de Plata
| Año  | Categoría                 | Trabajo nominado | Resultado |
| ---- | ------------------------- | ---------------- | --------- |
| 2014 | Mejor actor de cine       | La isla mínima   | Ganador   |
| 2017 | Mejor actor de cine       | El autor         | Ganador   |
| 2018 | Mejor actor de televisión | Vergüenza        | Nominado  |
| 2018 | Mejor actor de cine       | Campeones        | Nominado  |

Premios Iris
| Año  | Categoría                      | Trabajo nominado | Resultado |
| ---- | ------------------------------ | ---------------- | --------- |
| 2015 | Mejor interpretación masculina | Águila roja      | Nominado  |
| 2018 | Mejor interpretación masculina | Estoy vivo       | Nominado  |

Unión de Actores y Actrices
| Año  | Categoría                              | Trabajo nominado | Resultado |
| ---- | -------------------------------------- | ---------------- | --------- |
| 2011 | Mejor actor protagonista de televisión | Águila roja      | Ganador   |
| 2014 | Mejor actor protagonista de cine       | La isla mínima   | Ganador   |
| 2018 | Mejor actor protagonista de cine       | El autor         | Ganador   |
| 2019 | Mejor actor protagonista de televisión | Estoy vivo       | Nominado  |
| 2020 | Mejor actor protagonista de televisión | Estoy vivo       | Nominado  |
| 2022 | Mejor actor protagonista de cine       | La hija          | Nominado  |
| 2023 | Mejor actor protagonista de cine       | Modelo 77        | Nominado  |

Premios José María Forqué
| Año  | Categoría                      | Trabajo nominado  | Resultado |
| ---- | ------------------------------ | ----------------- | --------- |
| 2014 | Mejor actor protagonista       | La isla mínima    | Ganador   |
| 2018 | Mejor interpretación masculina | El autor          | Ganador   |
| 2019 | Mejor interpretación masculina | Campeones         | Nominado  |
| 2021 | Mejor actor de televisión      | Reyes de la noche | Nominado  |

Premios Sant Jordi
| Año  | Categoría                        | Película       | Resultado |
| ---- | -------------------------------- | -------------- | --------- |
| 2015 | Mejor actor en película española | La isla mínima | Ganador   |

Premios Max
| Año  | Categoría                | Obra                           | Resultado |
| ---- | ------------------------ | ------------------------------ | --------- |
| 2009 | Mejor actor protagonista | Argelino, servidor de dos amos | Ganador   |

Festival de Cans
| Año  | Categoría                                                | Película            | Resultado |
| ---- | -------------------------------------------------------- | ------------------- | --------- |
| 2014 | Premio del jurado al mejor actor                         | Tupper              | Ganador   |
| 2010 | Premio del jurado al mejor actor (exaequo Fernando Cayo) | El vendedor del año | Ganador   |

Festival Internacional de Cine de Gijón
| Año  | Categoría                                                | Resultado |
| ---- | -------------------------------------------------------- | --------- |
| 2019 | I Premio "Isaac del Rivero" a la Trayectoria Profesional | Ganador   |

Cine de Medina del Campo
| Año  | Categoría                           | Película            | Resultado |
| ---- | ----------------------------------- | ------------------- | --------- |
| 2009 | Mejor actor (exaequo Fernando Cayo) | El vendedor del año | Ganador   |

Festival “Paco Martínez Soria”
| Año  | Categoría                           | Película            | Resultado |
| ---- | ----------------------------------- | ------------------- | --------- |
| 2010 | Mejor actor (exaequo Fernando Cayo) | El vendedor del año | Ganador   |

Festival de Cortos de Ribadedeva
| Año  | Categoría                                    | Película            | Resultado |
| ---- | -------------------------------------------- | ------------------- | --------- |
| 2010 | Mejor interpretación (exaequo Fernando Cayo) | El vendedor del año | Ganador   |

 Premios Fugaz al cortometraje español
| Año  | Categoría   | Cortometraje      | Resultado |
| ---- | ----------- | ----------------- | --------- |
| 2017 | Mejor actor | La mano invisible | Nominado  |
| 2019 | Mejor actor | Zero              | Nominado  |

Festival Internacional de Cine Bajo la Luna Islantilla Cinefórum
| Año  | Categoría                                | Película              | Resultado |
| ---- | ---------------------------------------- | --------------------- | --------- |
| 2010 | Premio Luna de Islantilla al mejor actor | El orden de las cosas | Nominado  |

Premios Teatro de Rojas
| Año  | Categoría                  | Obra       | Resultado |
| ---- | -------------------------- | ---------- | --------- |
| 2014 | Mejor intérprete masculino | Los Mácbez | Nominado  |

Festival de Cine en Corto "Ciudad de Vera" (Premios Bayra)
| Año  | Categoría             | Resultado |
| ---- | --------------------- | --------- |
| 2019 | Premio Bayra de honor | Ganador   |

Premios Ercilla
| Año  | Categoría                  | Obra                           | Resultado |
| ---- | -------------------------- | ------------------------------ | --------- |
| 2014 | Mejor intérprete masculino | Los Mácbez                     | Nominado  |
| 2008 | Mejor intérprete masculino | Argelino, servidor de dos amos | Nominado  |